# Europastraße 002
Die Europastraße 002 (kurz: E 002) ist eine rund 540 Kilometer lange Europastraße des Zwischennetzes in Aserbaidschan und Armenien.

## Verlauf
Die Europastraße 002 beginnt in Ələt am Kaspischen Meer und folgt dann im Wesentlichen dem Lauf des Aras (Araks) in westlicher Richtung nach Meghri an der Südgrenze von Armenien sowie von dort weiter nordwestlich wieder in Aserbaidschan, in der Autonomen Republik Nachitschewan, durch Naxçıvan (Nachitschewan) und Sədərək (Sadarak) an der Grenze zur Türkei.
Eine durchgehende Nutzung der Europastraße ist nicht möglich (Stand: 2014), da die Grenzen zwischen Aserbaidschan und Armenien beziehungsweise der international nicht anerkannten Republik Bergkarabach und dem umliegenden besetzten aserbaidschanischen Territorium infolge des Bergkarabachkonfliktes seit Anfang der 1990er-Jahre geschlossen sind. Die Straße ist daher an zwei Stellen unterbrochen und wird insbesondere in der Konfliktregion auf weiten Abschnitten nicht unterhalten.